# Stigmatodactylus sikokianus
Stigmatodactylus sikokianus är en orkidéart som beskrevs av Carl Maximowicz och Tomitaro Makino. Stigmatodactylus sikokianus ingår i släktet Stigmatodactylus och familjen orkidéer. Inga underarter finns listade i Catalogue of Life.